# Jim Starlin
 (octobre 2018).
Si vous disposez d'ouvrages ou d'articles de référence ou si vous connaissez des sites web de qualité traitant du thème abordé ici, merci de compléter l'article en donnant les références utiles à sa vérifiabilité et en les liant à la section « Notes et références ».
James Patrick « Jim » Starlin (né le 9 octobre 1949 à Detroit, Michigan) est un scénariste et dessinateur américain de comic book, qui a travaillé pour Marvel Comics, DC Comics depuis le début des années 1970.

## Biographie
Il est surtout connu pour ses histoires à la cosmologie élaborée et ses space operas. Il est le créateur des personnages Thanos et Dreadstar. 
Il s'est révélé en écrivant et dessinant 10 numéros des aventures de Captain Mar-Vell en 1973-1974, avant de reprendre celles de Adam Warlock en 1974 en lui donnant une dimension mystique (le héros devenu mégalomane se suicida). Il accepta de reprendre le personnage de Captain Mar-Vell seulement pour le tuer d'un cancer en 1982 dans le premier roman graphique publié par Marvel : La mort de Captain Marvel. Dans les années 1980 il a conçu et réalisé les aventures de Dreadstar et a participé aux épisodes qui ont conduit à la mort du deuxième Robin. Il est revenu au personnage de Thanos dans la série Le Surfer d'Argent, suivi de la mini-série Le Gant de l'infini.

## Influence
Son œuvre a inspiré certaines adaptations cinématographiques, notamment Avengers : Infinity War. Il fait même une apparition en 2019, dans le film Avengers : Endgame dans la scène sur le groupe de parole animé par Captain America et reçoit une mention spéciale au générique de fin.

## Publications
- Dreadstar, 1982 (Epic Comics) de Jim Starlin, Peter David
- Cosmic Odyssey (comics) 1988 avec Mike Mignola & John Workman[3]
- Captain Marvel
- Marvel: The End (avec Al Milgrom)
- Silver Surfer
- Warlock
- The Thanos Quest, 1990 avec Ron Lim
- The Infinity Gauntlet, avec George Pérez & Ron Lim
- The Infinity War, 1992 avec Ron Lim
- The Infinity Crusade, 1993 avec Ron Lim & Al Milgrom
- Thanos: Infinity Abyss
- Breed: Book of Genesis, 1994 (Malibu Comics)
- Légion des Super-Héros (DC Comics)
- Batman: Le Culte, 1988 avec Bernie Wrightson (DC Comics)
- The Punisher P.O.V, 1991 avec Bernie Wrightson
- Thanos VS. Hulk, 2015
- Thanos: The Infinity Siblings, 2018 avec Alan Davis

## Récompenses
- 1974: Prix Shazam du meilleur nouveau talent
- 1978: Eagle Award,
  - the "Favourite Single Story" Eagle Award, for Avengers Annual #7: The Final Threat
  - the "Favourite Continued Story" Eagle Award, for Avengers Annual #7 / Marvel Two-in-One Annual #2
  - nommé for the "Favourite Artist" Eagle Award
- 1986 : 
  -  Prix Haxtur de la meilleure histoire longue pour Dreadstar
  - Prix humanitaire Bob Clampett (avec Bernie Wrightson)
- 1992 :  Prix Haxtur du meilleur scénario pour Silver Surfer
- 2004 :  Prix Haxtur spécial « John Buscema »
- 2005 :  Prix Haxtur de l'« auteur que nous aimons », pour l'ensemble de sa carrière
- 2017 : Temple de la renommée Will Eisner